# Sir al-Danniyeh
Sir al-Danniyeh (arabisch سير الضنية, DMG Sīr aḍ-Ḍanniyya) ist ein Dorf im Distrikt Miniyeh-Danniyeh im Gouvernement Nord der Republik Libanon. Während des Frühlings und des Sommers ist Sir al-Danniyeh der Verwaltungssitz des Distrikts, während Miniyeh im Winter und Herbst diese Funktion übernimmt. Das Land um den Ort heißt Danniyeh und liegt südöstlich von Tripoli. Danniyeh grenzt in Norden an den Distrikt Akkar, im Süden an die Distrikte Bischarri und Zgharta und im Osten an die Distrikte Baalbek und Hermel.
Dinniyeh ist ein bergiges Gebiet mit Wäldern, Hainen und Streuobstwiesen.  Einige Dörfer befinden sich in der Region, von denen Sir al-Danniyeh das größte ist.

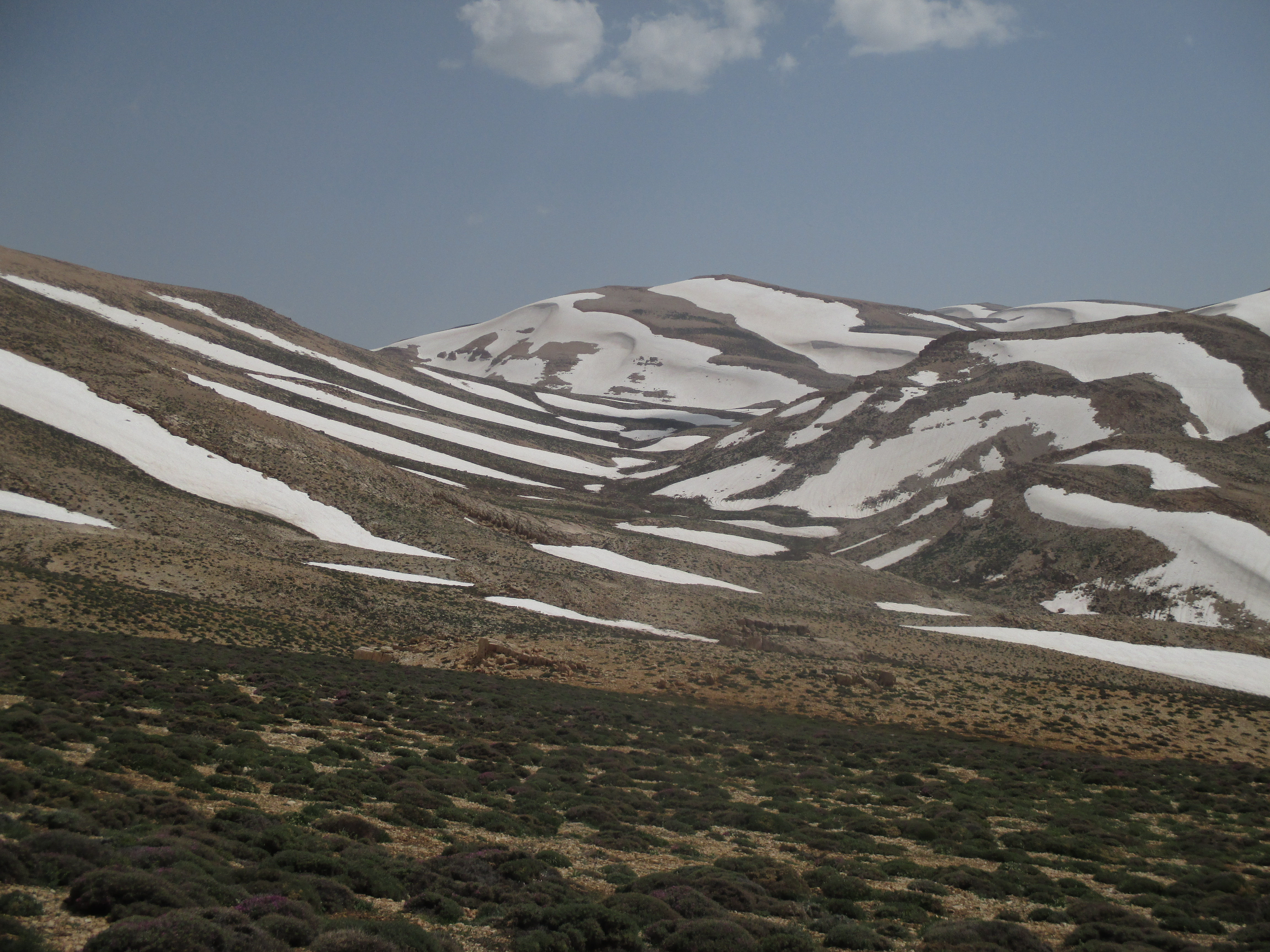
Gebirge in Danniyeh